# Sault Ste. Marie Thunderbirds
Die Sault Ste. Marie Thunderbirds waren ein kanadisches Eishockeyfranchise der Eastern Professional Hockey League aus Sault Ste. Marie, Ontario.  

## Geschichte
Die Sault Ste. Marie Thunderbirds wurden 1959 als Franchise der erstmals ausgetragenen Eastern Professional Hockey League gegründet. Ihre beste Spielzeit war die Saison 1960/61, in der sie unter dem langjährigen NHL-Spieler Billy Reay 73 Punkte holten und den dritten Platz der EPHL erreichten. 
Im Anschluss an die Saison 1961/62, in der die Thunderbirds mit dem ebenfalls langjährigen NHL-Spieler Jack Stewart als Trainer den sechsten und somit letzten Platz der EPHL belegt hatten, wurde die Mannschaft nach Syracuse, New York, umgesiedelt und änderte ihren Namen in Syracuse Braves.

## Saisonstatistik
Abkürzungen: GP = Spiele, W = Siege, L = Niederlagen, T = Unentschieden, OTL = Niederlagen nach Overtime SOL = Niederlagen nach Shootout, Pts = Punkte, GF = Erzielte Tore, GA = Gegentore, PIM = Strafminuten
| Saison  | GP | W  | L  | T  | OTL | SOL | Pts | GF  | GA  | Platz    | Playoffs |
| 1959–60 | 70 | 27 | 32 | 11 | —   | —   | 65  | 248 | 262 | 5., EPHL |          |
| 1960–61 | 70 | 32 | 29 | 9  | —   | —   | 73  | 236 | 234 | 3., EPHL |          |
| 1961–62 | 70 | 17 | 42 | 11 | —   | —   | 45  | 207 | 285 | 6., EPHL |          |

## Bekannte Spieler
- Gerry Cheevers
- Roger Crozier
- Denis DeJordy
- Phil Esposito